# Wise Disk Cleaner
Wise Disk Cleaner (anciennement Wise Disk Cleaner Free), développé par wisecleaner.com, est un programme utilitaire utilisé pour nettoyer les fichiers indésirables et se débarrasser de nombreux fichiers inutiles tels que les fonds d'écran et autres fichiers Windows non utilisés par les utilisateurs. En outre, en défragmentant régulièrement à l'aide de ce logiciel, les utilisateurs peuvent maintenir leurs disques durs performants.

## Description
Wise Disk Cleaner nettoie les fichiers temporaires ou potentiellement indésirables abandonnés par certains programmes, y compris Internet Explorer, Firefox, Google Chrome, Safari, Windows Media Player, eMule, Microsoft Office, Adobe Acrobat, Adobe Flash Player, Sun Java, WinRAR, et d'autres applications. Ce logiciel scrute les historiques de navigation, les cookies, la corbeille, les vidages mémoire, fragments de fichier, fichiers journaux, système cache, données d'application, historiques des formulaires auto-complétés, et autres données diverses.
Outre le fait de nettoyer plus de fichiers que les autres logiciels, Wise Disk Cleaner dispose d'un mode qui débarrasse de nombreux fichiers encombrants et inutiles comme les fonds d'écran, échantillons vidéo et autres fichiers Windows que vous n'utiliserez probablement jamais. En plus, Wise Disk Cleaner contient un module gratuit de défragmentation de disques. En défragmentant sur une base régulière, vous pourrez maintenir vos disques durs performants et en bonne santé.

## Accueil de la critique
Les éditeurs de CNET accordent une note de 5 étoiles sur 5 à cette application, notant que le logiciel est « un outil indispensable » « hautement recommandé ». Ce programme a également été très bien accueilli par de célèbres sites web internationaux de distribution et d'évaluation de logiciels, tels que Chip.de en Allemagne, et Technet.microsoft.com.

Le tableau d'honneur de toutes les récompenses obtenues est disponible ICI.